# Serguéi Kamenski
Serguéi Ígorievich Kamenski –en ruso, Сергей Игоревич Каменский– (Bisk, URSS, 7 de octubre de 1987) es un deportista ruso que compite en tiro, en la modalidad de rifle.
Participó en dos Juegos Olímpicos de Verano, obteniendo tres medallas, plata en Río de Janeiro 2016, en la prueba de rifle en tres posiciones 50 m, y dos en Tokio 2020, plata en rifle en tres posiciones 50 m y bronce en rifle 10 m mixto (junto con Yuliya Karimova).
Ganó dos medallas en el Campeonato Mundial de Tiro, en los años 2014 y 2018, y seis medallas en el Campeonato Europeo de Tiro entre los años 2015 y 2021. En los Juegos Europeos de Minsk 2019 consiguió tres medallas, dos de oro y una de plata.

## Palmarés internacional
| Juegos Olímpicos   | Juegos Olímpicos             | Juegos Olímpicos  | Juegos Olímpicos              |
| Año                | Lugar                        | Medalla           | Prueba                        |
| ------------------ | ---------------------------- | ----------------- | ----------------------------- |
| 2016               | Río de Janeiro 2016 (Brasil) | Medalla de plata  | Rifle 3 posiciones 50 m       |
| 2020               | Tokio (Japón)                | Medalla de plata  | Rifle 3 posiciones 50 m       |
| 2020               | Tokio (Japón)                | Medalla de bronce | Rifle 10 m mixto              |
| Campeonato Mundial |                              |                   |                               |
| Año                | Lugar                        | Medalla           | Prueba                        |
| 2014               | Granada (España)             | Medalla de plata  | Rifle 3 posiciones 50 m       |
| 2018               | Changwon (Corea del Sur)     | Medalla de oro    | Rifle 10 m                    |
| Juegos Europeos    |                              |                   |                               |
| Año                | Lugar                        | Medalla           | Prueba                        |
| 2019               | Minsk (Bielorrusia)          | Medalla de oro    | Rifle 3 posiciones 50 m       |
| 2019               | Minsk (Bielorrusia)          | Medalla de oro    | Rifle 10 m                    |
| 2019               | Minsk (Bielorrusia)          | Medalla de plata  | Rifle 10 m                    |
| Campeonato Europeo |                              |                   |                               |
| Año                | Lugar                        | Medalla           | Prueba                        |
| 2015               | Maribor (Eslovenia)          | Medalla de oro    | Rifle 3 posiciones 50 m       |
| 2015               | Maribor (Eslovenia)          | Medalla de plata  | Rifle en pos. tendida 50 m    |
| 2016               | Győr (Hungría)               | Medalla de oro    | Rifle 10 m                    |
| 2017               | Bakú (Azerbaiyán)            | Medalla de bronce | Rifle en pos. tendida 50 m    |
| 2021               | Osijek (Croacia)             | Medalla de oro    | Rifle 3 posiciones 50 m mixto |
| 2021               | Osijek (Croacia)             | Medalla de bronce | Rifle 10 m mixto              |